# Alva (Castro Daire)
Alva ist ein Ort und eine ehemalige Gemeinde (Freguesia) im portugiesischen Kreis Castro Daire. Die Gemeinde hatte 479 Einwohner (Stand 30. Juni 2011).
Am 29. September 2013 wurden die Gemeinden Alva, Ribolhos und Mamouros zur neuen Gemeinde União das Freguesias de Mamouros, Alva e Ribolhos zusammengeschlossen.